# Seznam guvernérů a místokrálů Portugalské Indie
Toto je seznam guvernérů a místokrálů Portugalské Indie. 
1505–1509	Francisco de Almeida*
1509–1515	Afonso de Albuquerque
1515–1518	Lopo Soares de Albergaria
1518–1522	Diogo Lopes de Sequeira
1522–1524	Duarte de Meneses
1524		Vasco da Gama*
- 1. hrabě z Vidiguery

1524–1526	Henrique de Meneses
1526–1529	Lopo Vaz de Sampaio
1529–1538	Nuno da Cunha
1538–1540	Garcia de Noronha*
1540–1542	Estevão da Gama
1542–1545	Martim Afonso de Sousa
1545–1548	João de Castro*
1548–1549	Garcia de Sá
1549–1550	Jorge Cabral
1550–1554	Afonso de Noronha*
1554–1555	Pedro de Mascarenhas*
1555–1558	Francisco Barreto
1558–1561	Constantino de Bragança*
1561–1564	Francisco Coutinho*
- 3. hrabě z Redonda

1564		João de Mendonça
1564–1568	Antão de Noronha*
1568–1571	Luís de Ataíde* (poprvé)
1571–1573	António de Noronha*
1573–1576	António Moniz Barreto
1576–1578	Diogo de Meneses
1578–1581	Luís de Ataíde* (podruhé)
1581		Fernão Teles de Meneses
1581–1584	Francisco de Mascarenhas*
- 1. hrabě z Vila da Horta
- 1. hrabě ze Santa Cruz

1584–1588	Duarte de Meneses*
- 3. hrabě z Taroucy

1588–1591	Manuel de Sousa Coutinho
1591–1597	Matias de Albuquerque*
1597–1600	Francisco da Gama* (poprvé)
- 4. hrabě z Vidigueiry

1600–1605	Aires de Saldanha*
1605–1607	Martim Afonso de Castro*
1607–1609	Aleixo de Meneses
1609		André Furtado de Mendonça
1609–1612	Rui Lourenço de Távora*
1612–1617	Jerónimo de Azevedo*
1617–1619	João Coutinho*
- 5. hrabě z Redonda

1619–1622	Fernão de Albuquerque
1622–1628	Francisco da Gama* (podruhé)
- 4. hrabě z Vidigueiry

1628–1629	Luís de Brito Meneses
1629–1635	Miguel de Noronha*
- 4. hrabě z Linhares

1635–1639	Pero da Silva*
1639–1640	António Teles de Meneses
1640–1645	João da Silva Telo e Meneses*
- 1. hrabě z Aveiras

1645–1651	Filipe de Mascarenhas*
1652–1653	Vasco de Mascarenhas*
- 1. hrabě z Óbidos

1653–1655	Prozatímní Junta (Brás de Castro)
1655–1656	Rodrigo Lobo da Silveira*
- 1. hrabě ze Sarzedas

1656		Manuel Mascarenhas Homem
1662–1666	António de Melo e Castro*
1666–1668	João Nunes da Cunha*
- hrabě ze São Vicente

1671–1677	Luís de Mendonça Furtado e Albuquerque*
- 1. hrabě z Lavradia

1677–1678	Pedro de Almeida Portugal*
- 1. hrabě z Assumaru

1679–1681       Guvernérská komise
- António Brandão
- António Pais de Sande
- Francisco Cabral de Almada

1681–1686	Francisco de Távora*
- 1. hrabě z Alvoru

1686–1690	Rodrigo da Costa (poprvé)
1690–1691	Miguel de Almeida
1691            Guvernérská komise
- Fernando Martins Mascarenhas de Lencastre
- Luís Gonçalves Cotta

1692–1698	Pedro António de Meneses Noronha de Albuquerque*
- 2. hrabě z Vily Verde
- 1. markýz z Angeja

1698–1701	António Luís Gonçalves da Câmara Coutinho*
1701–1702	Guvernérská komise
- Agostinho da Anuncião

- Vasco Luís Coutinho

1702–1707	Caetano de Melo e Castro*
1707–1712	Rodrigo da Costa* (podruhé)
1712–1717	Vasco Fernandes Cesar de Meneses*
1717		Sebastião de Andrade Pessanha
1717–1720	Luís Carlos Inácio Xavier de Meneses* (poprvé)
- 5. hrabě z Ericeiry
- 1. markýz z Louriçalu

1720–1723	Francisco José de Sampaio e Castro*
1723		Cristóvão de Melo*
1723–1725	Guvernérská komise
- Cristóvão de Melo (poprvé)

- Ignacio de Santa Teresa (poprvé)

- Cristóvão Luís de Andrade

1725–1732	João de Saldanha da Gama*
1732		Guvernérská komise
- Cristóvão de Melo (podruhé)

- Inácio de Santa Teresa (podruhé)

1732–1741	Pedro de Mascarenhas*
- 1. hrabě ze Sandomil

1741–1742	Luís Carlos Inácio Xavier de Meneses* (podruhé)
- 5. hrabě z Ericeiry
- 1. markýz z Louriçalu

1742–1744	Guvernérská komise
- Francisco de Vasconcelos (do 1743)

- Luís Caetano de Almeida

- Lourenço de Noronha (od 1743)

1744–1750	Pedro Miguel de Almeida Portugal*
- 3. hrabě z Assumaru
- 1. markýz z Castelo Novo
- 1. markýz z Alorny

1750–1754	Francisco de Assis de Távora*
- 3. markýz z Távory
- 3. hrabě z Alvoru

1754–1756	Luís de Mascarenhas*
- hrabě z Alvy

1756		Guvernérská komise
- António Taveira da Neiva da Silveira (poprvé)

- João de Mesquita Matos Teixeira

- Filipe de Valladares Soutomaior

1756–1765	Manuel de Saldanha e Albuquerque de Castro*
- 1. hrabě z Egy

1765–1768	Guvernérská komise
- António Taveira da Neiva da Silveira (podruhé)

- João Baptista Vaz Pereira

- João José de Melo

1768–1774	João José de Melo
1774		Filipe Valadares Soutomaior
1774–1779	José Pedro da Câmara
1779–1786	Frederico Guilherme de Sousa Holstein
1786–1794	Francisco da Cunha e Meneses
1794–1807	Francisco António da Veiga Cabral da Câmara Pimentel
1807–1816	Bernardo José Maria de Lorena e Silveira*
- 5. hrabě ze Sarzedas

1816–1821	Diogo de Sousa*
- 1. hrabě z Rio Parda

1821–1822	Guvernérská komise
- Manuel Godinho da Mira

- Joaquim Manuel Correia da Silva e Gama

- Gonçalo de Magalhães Teixeira

- Manuel Duarte Leitão

1822–1823	Guvernérská komise
- Manuel da Câmara

- Paulo de São Tomé de Aquino

- António de Melo Soutomaior

- João Carlos Leal

- António José de Lima Leitão

1823–1825	Manuel Maria Gonçalves Zarco da Câmara*
1825–1827	Guvernérská komise
- Manuel de São Galdino

- Candido José Mourão Garcez Palha

- António Ribeiro de Carvalho

1827–1835       Manuel Francisco de Portugal e Castro*
1835		Bernardo Peres da Silva (prefekt)
1835		Joaquim Manuel Correia da Silva e Gama
1835–1836	João C. da Rocha Vasconcelos
- Manuel José Ribeiro

- Constantino de Santa Rita

1836–1837	João Cabral de Estifique
- António Maria de Melo

- Joaquim António de Moraes Carneiro

1837		José António de Lemos
- António Mariano de Azevedo

1837–1838	Simão Infante de Lacerda de Sousa Tavares
- baron ze Sabrosa

1838–1839	Guvernérská rada
- António Feliciano de Santa Rita

- José António Vieira da Fonseca (poprvé)

- José Cancio Freire de Lima

- Domingo José Mariano Luís

1839		José António Vieira da Fonseca (podruhé)
1839–1840	Manuel José Mendes
- 1. baron z Candalu

1840		Guvernérská rada
- José António Vieira da Fonseca (potřetí)

- José Carneiro Freire de Lima

- António João de Ataíde (poprvé)

- Domingo José Mariano Luís

- José da Costa Campos (poprvé)

- Caetano de Sousa e Vasconcelos (poprvé)

1840–1842	José Joaquim Lopes de Lima
1842		Guvernérská rada
- António Ramalho da Sá

- José de Melo Souto Maior Teles

- António João de Ataíde (podruhé)

- José da Costa Campos (podruhé)

- Caetano de Sousa e Vasconcelos (podruhé)

1842–1843	Francisco Xavier da Silva Pereira
- 1. hrabě z Antas

1843–1844	Joaquim Mourão Garces Palha
1844–1851	José Ferreira Pestana (poprvé)
1851–1855	José Joaquim Januário Lapa
- baron (a později vikomt) z Vila Nova de Ourém

1855		Guvernérská rada
- Joaquim de Santa Rita Botelho

- Luís da Costa Campos

- Francisco Xavier Peres

- Bernardo Hector da Silveira

- Victor Anastacio Mourão Garces Palha

1855–1864	António César de Vasconcelos Correia
- vikomt (a později hrabě) z Torres Novas

1864–1870	José Ferreira Pestana (podruhé)
1870–1871	Januário Correia de Almeida
- 1. hrabě ze São Januário

1871–1875	Joaquim José de Macedo e Couto
1875–1877	João Tavares de Almeida
1877–1878	António Sérgio de Sousa
- vikomt ze Sérgio de Sousa

1878		Guvernérská rada
- Aires de Orvellas e Vasconcelos

- João Caetano da Silva Campos

- Francisco Xavier Soares da Veiga (do 1878)

- Tomás Nunes da Serva e Moura (od 1878)

- António Sérgio de Sousa

- Eduardo Augusto Pinto Balsemão

1878–1882	Caetano Alexandre de Almeida e Albuquerque
1882–1885	Carlos Eugénio Correia da Silva
- 1. vikomt z Paço de Arcos

1886		Francisco Joaquim Ferreira do Amaral
1886–1889	Augusto César Cardoso de Carvalho
1889–1891	Vasco Guedes de Carvalho e Meneses
1891		Francisco Maria da Cunha
1892–1893	Francisco Teixeira da Silva
1893–1894	Rafael Jácome Lopes de Andrade (poprvé)
1894–1895	Elesbão José de Bettencourt Lapa
- vikomt z Vila Nova de Ourém

1895–1896	Rafael Jácome Lopes de Andrade (podruhé)
1896		Afonso Henriques de Bragança*
- 3. vévoda z Porta

1896–1897	João António Brissac das Neves Ferreira
1897–1900	Joaquim José Machado
1900–1905	Eduardo Augusto Rodrigues Galhardo
1905–1907	Arnaldo de Novais Guedes Rebelo
1907–1910	José Maria de Sousa Horta e Costa
1910–1917	Francisco Manuel Couceiro da Costa
1917		Francisco Maria Peixoto Vieira (poprvé)
1917		Guvernérská rada
1917–1919	José de Freitas Ribeiro
1919		Augusto de Paiva Bobela da Mota
1919–1925	Jaime Alberto de Castro Moraes
1925		Francisco Maria Peixoto Vieira (podruhé)
1925–1926	Mariano Martins
1926		Tito Augusto de Morais
1926		Acúrsio Mendes da Rocha Dinis (poprvé)
1926–1929	Pedro Francisco Massano de Amorim
1929		Acúrsio Mendes da Rocha Dinis (podruhé)
1929		Alfredo Pedro de Almeida
1929–1936	João Carlos Craveiro Lopes
1936–1938	Francisco Higino Craveiro Lopes
1938–1945	José Ricardo Pereira Cabral
1945–1946	Paulo Benard-Guedes (poprvé)
1946–1947	José Silvestre Ferreira Bossa
1947–1948	Fernando Quintanilha Mendonça e Dias (poprvé)
1948		José Alves Ferreira
1948–1952	Fernando Quintanilha Mendonça e Dias (podruhé)
1952–1958	Paulo Benard-Guedes (podruhé)
1958–1961	Manuel António Vassalo e Silva
1961–1962	K. P. Candeth (indický vojenský guvernér)